# Dynamine (genre)
Pour les articles homonymes, voir dynamine.
Genre
Le genre Dynamine regroupe des insectes lépidoptères de la famille des Nymphalidae et de la sous-famille des Biblidinae, tribu des Eubagini.

## Dénomination
- Le genre Dynamine a été décrit par Jacob Hübner en 1819[1].
- L'espèce type est Papilio mylitta (Cramer), aujourd'hui Dynamine postverta.

### Synonymie
- Sironia (Hübner, 1823)[2]
- Eubagis (Boisduval, 1832) [3]
- Arisba (Doubleday, 1847)[4]
- Seronia (Kirby, 1871) [5]

## Taxinomie
Liste des espèces
- Dynamine aerata (Butler, 1877)
- Dynamine agacles (Dalman, 1823)
- Dynamine agatha (Oberthür, 1916)
- Dynamine amplias (Hewitson, 1859)
- Dynamine anubis (Hewitson, 1859)
- Dynamine arene Hübner, [1823]
- Dynamine artemisia (Fabricius, 1793)
- Dynamine ate (Godman & Salvin, [1883])
- Dynamine athemon (Linnaeus, 1758)
- Dynamine chryseis (Bates, 1865)
- Dynamine coenus (Fabricius, 1793)
- Dynamine colombiana Talbot, 1932
- Dynamine dyonis Geyer, 1837
- Dynamine erchia (Hewitson, 1852)
- Dynamine gisella (Hewitson, 1857)
- Dynamine haenschi Hall, 1917
- Dynamine hecuba (Schaus, 1913)
- Dynamine ines (Godart, [1824])
- Dynamine intermedia Talbot, 1932
- Dynamine laugieri (Oberthür, 1916)
- Dynamine meridionalis Röber, 1915
- Dynamine myrrhina (Doubleday, 1849)
- Dynamine myrson (Doubleday, 1849)
- Dynamine neoris (Hewitson, 1859)
- Dynamine onias (Hewitson, 1857)
- Dynamine paulina (Bates, 1865)
- Dynamine pebana Staudinger, [1885]
- Dynamine perpetua (Bates, 1865)
- Dynamine persis (Hewitson, 1859)
- Dynamine postverta (Cramer, [1780]) Espèce type pour le genre.
- Dynamine racidula (Hewitson, 1852)
- Dynamine sara (Bates, 1865)
- Dynamine serina (Fabricius, 1775)
- Dynamine setabis (Doubleday, 1849)
- Dynamine sosthenes (Hewitson, 1869)
- Dynamine theseus (C. & R. Felder, 1861)
- Dynamine tithia (Hübner, [1823])
- Dynamine vicaria (Bates, 1865)
- Dynamine zenobia (Bates, 1865)

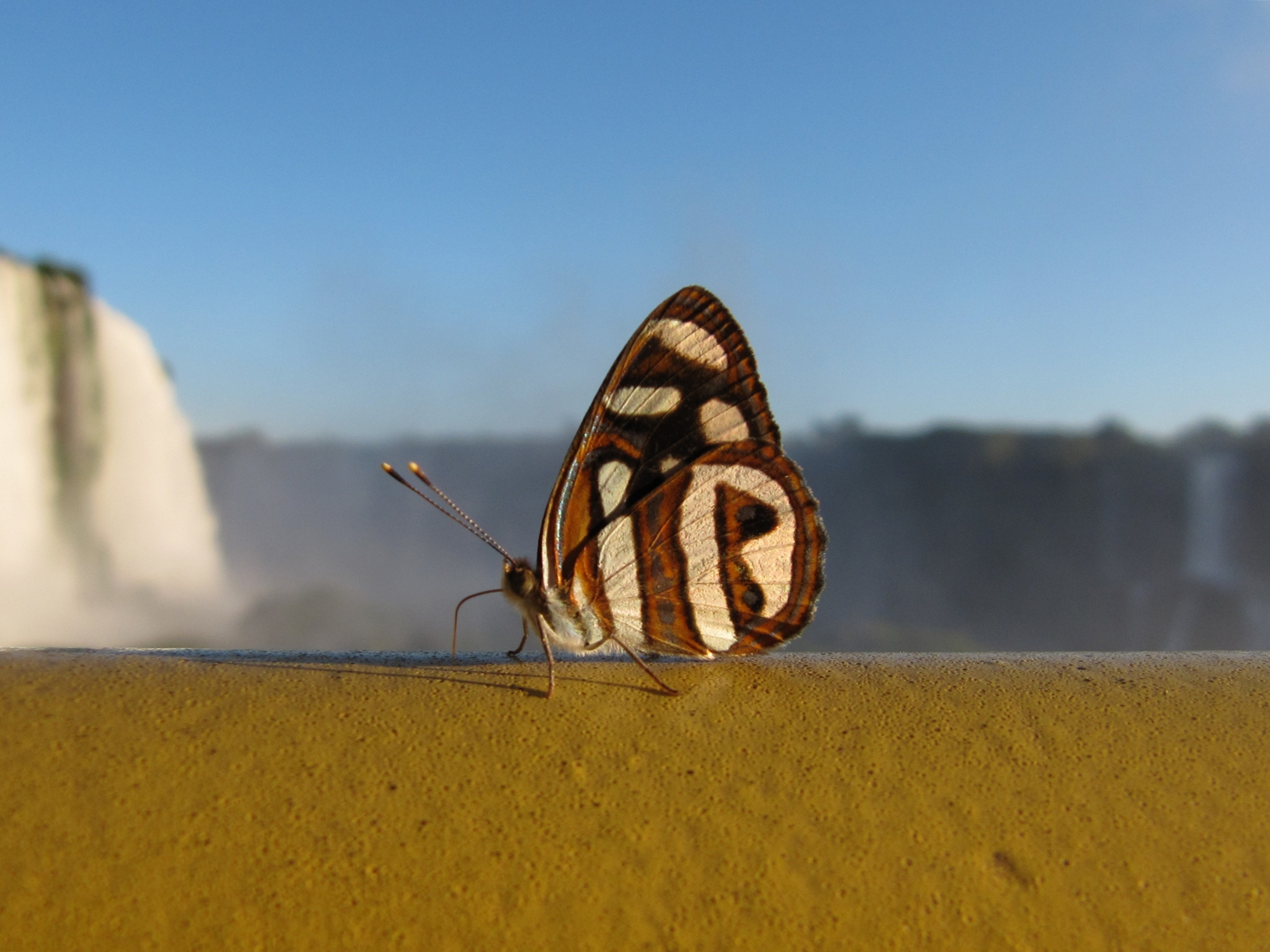
Dynamine artemisia
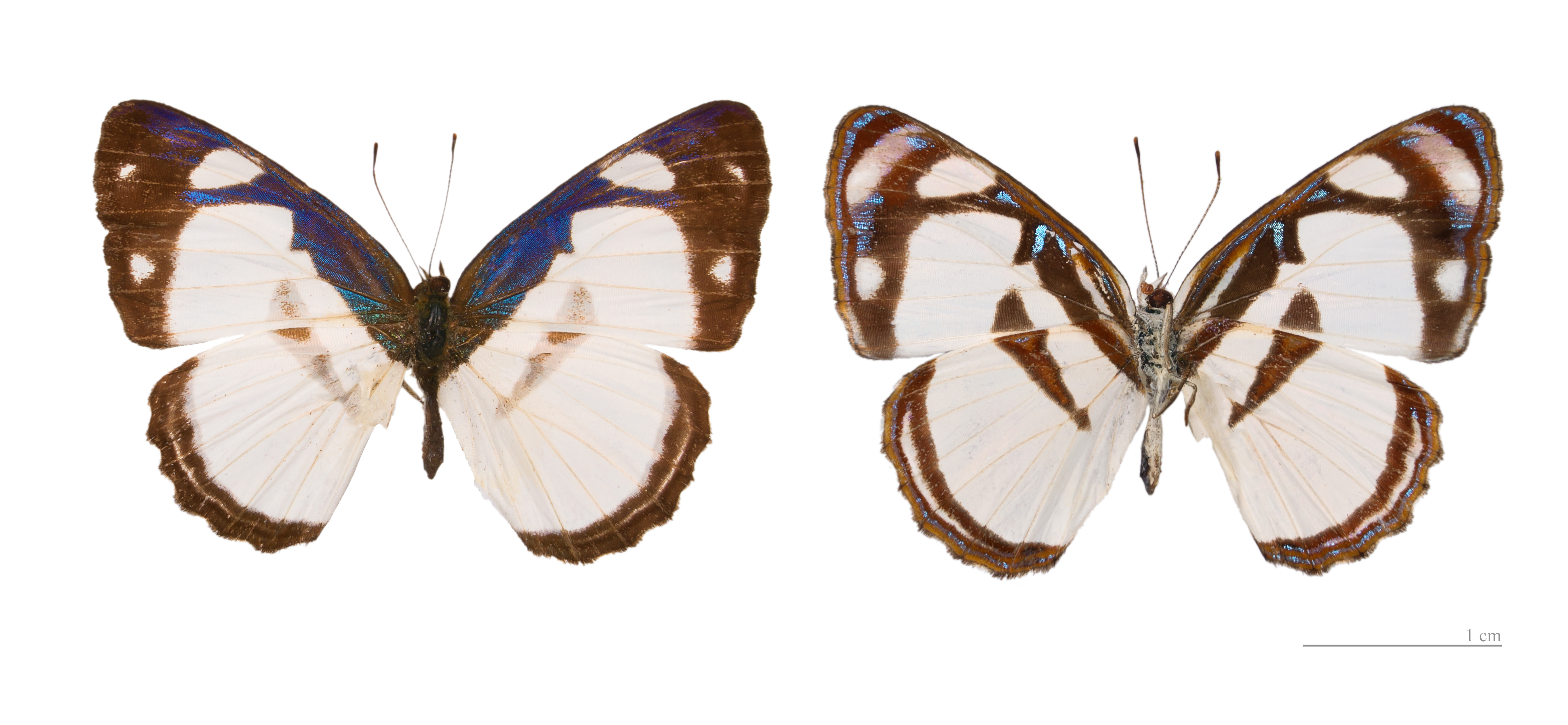
Dynamine athemon - MHNT
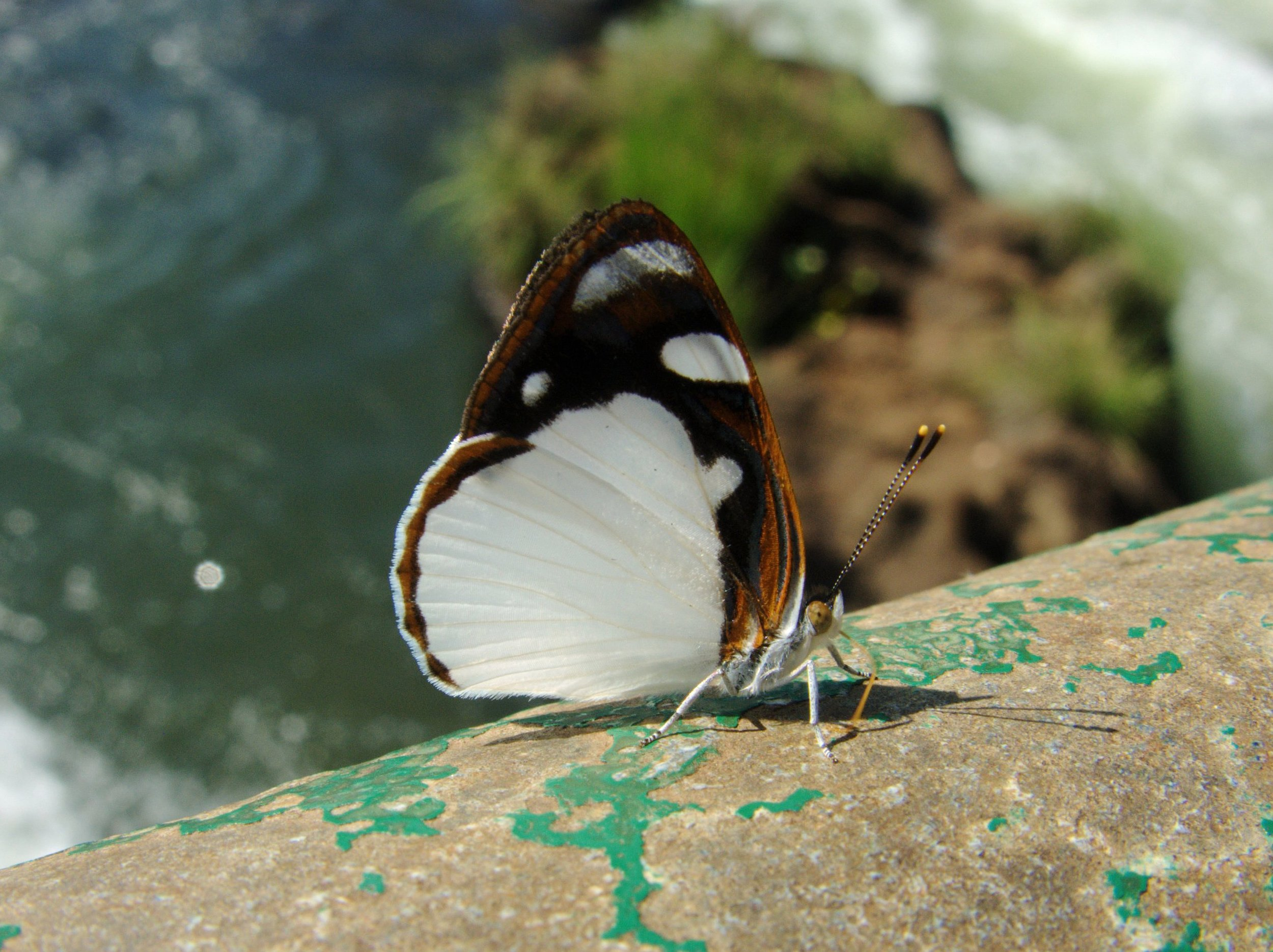
Dynamine coenus
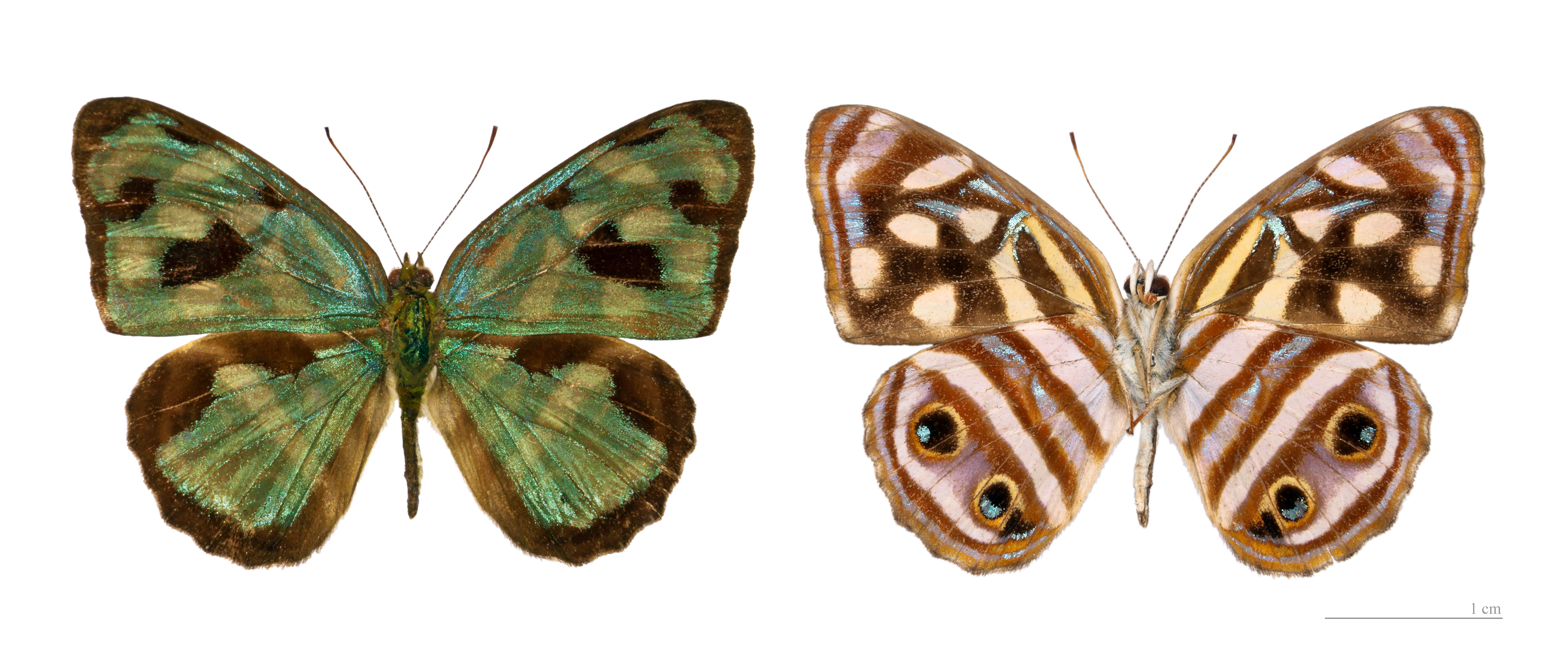
Dynamine postverta - MHNT
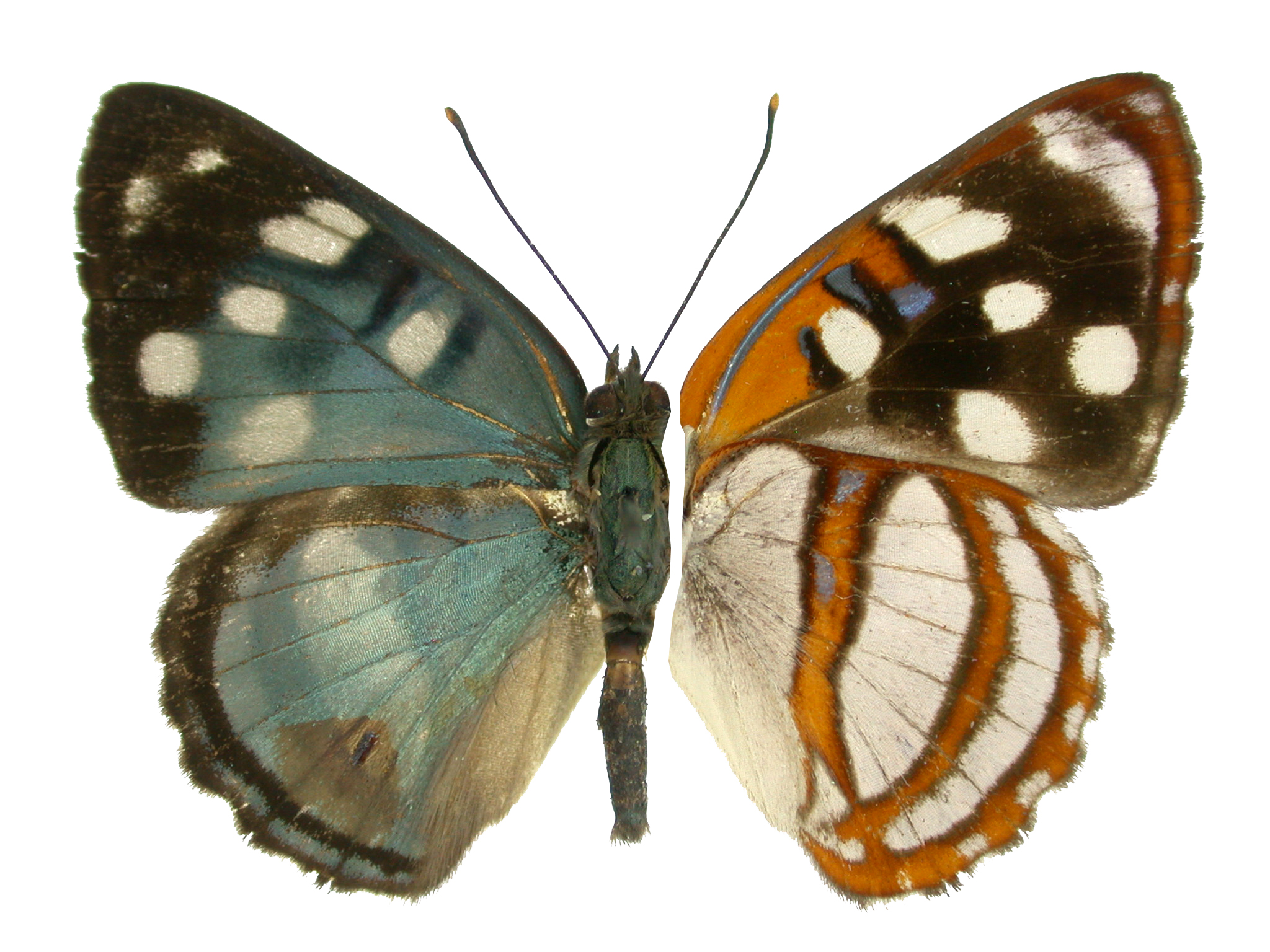
Dynamine racidula

## Répartition
Ce genre est rencontré en Amérique centrale et en Amérique du Sud.